# Louis Finson
Louis Finson (Brugge, vóór 1580 - aldaar of Amsterdam, 1617), ook Ludovicus Finsonius genoemd, was een Vlaams barokschilder. Hij was een van de eerste kunstenaars die het caravaggisme propageerde in Noord-Europa.

## Biografie
Louis Finson kreeg zijn opleiding als kunstschilder in zijn geboortestad Brugge. Rond 1600 trok hij naar Italië, meer bepaald naar Rome en Napels. In Napels verbleef hij van 1604 tot 1612, waar hij het werk van Caravaggio leerde kennen. Begin 1613 verbleef hij in Marseille waar hij de Verrijzenis van Lazarus schilderde voor de familie van Pierre de Libertat. Dit werk bevindt zich nu in de kerk van Château-Gombert (stadsdeel van Marseille). 
Finson trok dan naar Aix-en-Provence waar hij door religie geïnspireerde werken en portretten creëerde. In maart 1614 verhuisde hij naar Arles om een aantal doeken te schilderen voor de kathedraal Saint-Trophime. Hetzelfde jaar verliet hij Arles en bezocht Montpellier, Toulouse, Bordeaux en Parijs. Alles samen verbleef hij in de Provence van 1613 tot 1615.
Louis Finson was, samen met de Amsterdamse handelaar Abraham Vinck, in het bezit van twee doeken van Caravaggio waaronder de Maagd met rozenkrans, nu in het Kunsthistorisches Museum Wien te Wenen.

## Enkele werken
- Zijn doek Moord op de Onschuldige Kinderen dat hij in 1615 schilderde, hangt in de Collegiale kerk Sint-Begga te Andenne, België.
- Zijn Judith onthoofdt Holofernes hangt in Napels; het is een kopie van Judith onthoofdt Holofernes (Caravaggio).

## Afbeeldingen

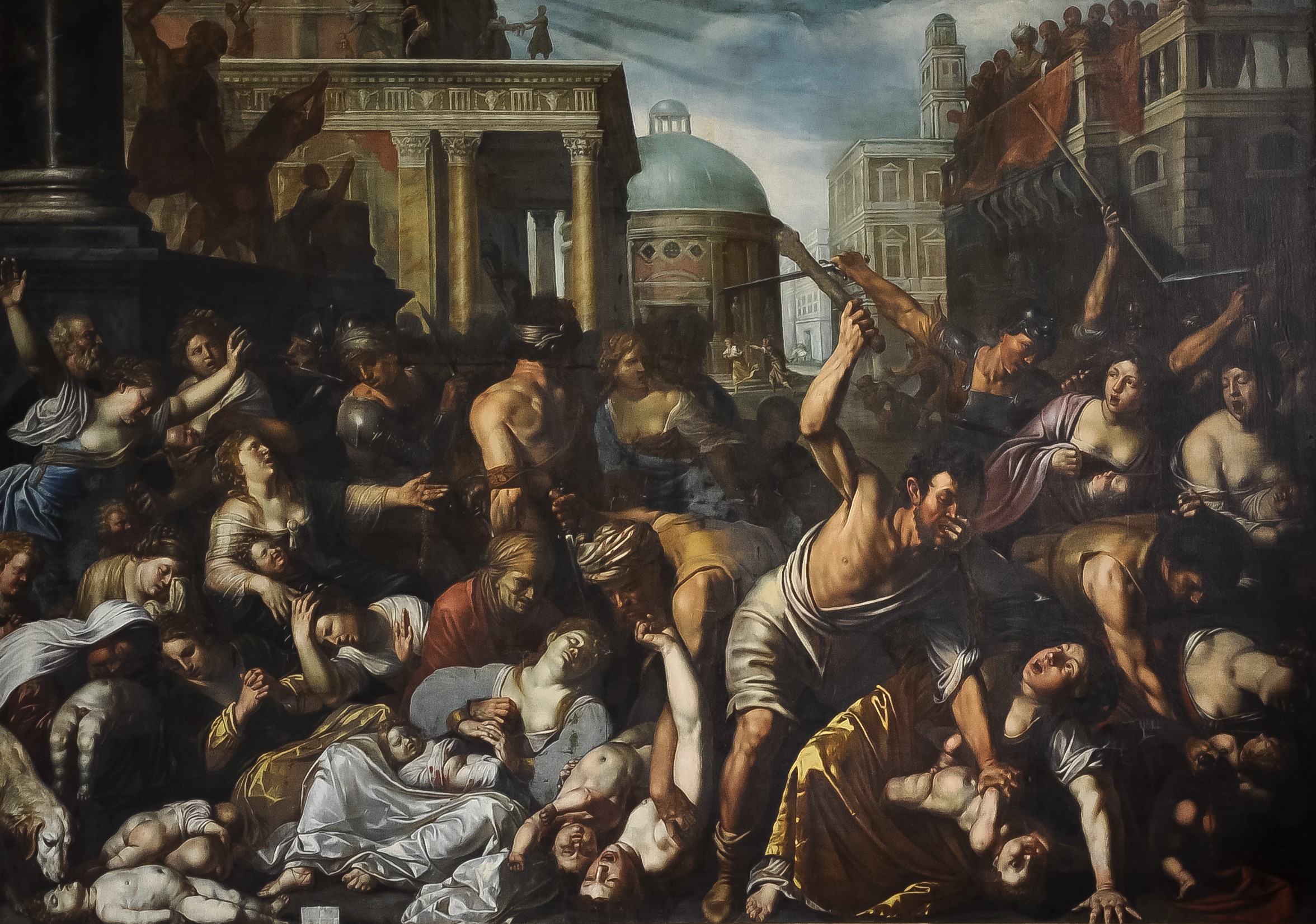
Moord op de Onschuldige Kinderen

- Biografisch Portaal: 65175440
- Gemeinsame Normdatei: 121809447
- International Standard Name Identifier: 0000 0000 8199 9098
- Library of Congress Control Number: nr87001041
- Nationale Bibliotheek van Israël: 987008116369605171
- RKD-Nederlands Instituut voor Kunstgeschiedenis: 28069
- Istituto Centrale per il Catalogo Unico: CFIV288236
- SNAC: w6qv5npp
- Système universitaire de documentation: 113074670
- Union List of Artist Names: 500025963
- Virtual International Authority File: 95841863
- WorldCat: E39PCjr7D6rFHGBgCFDc8XfK3P